# 半月透孔螺
半月透孔螺（学名：Diodora semilunata）是裂螺科天蓋螺亞科天蓋螺屬的一种。

## 分佈
主要分布于台湾及日本，常栖息在潮间带岩礁区。

## 外部連結
- 維基物種上的相關：半月透孔螺